# Myrmekioderma
Myrmekioderma is een geslacht van sponsdieren uit de klasse van de Demospongiae (gewone sponzen).

## Soorten
- Myrmekioderma dendyi (Burton, 1959)
- Myrmekioderma granulatum (Esper, 1794)
- Myrmekioderma gyroderma (Alcolado, 1984)
- Myrmekioderma intrastrongyla Sandes & Pinheiro, 2013
- Myrmekioderma laminatum Rützler, Piantoni, Van Soest & Díaz, 2014
- Myrmekioderma niveum (Row, 1911)
- Myrmekioderma pacificum Pulitzer-Finali, 1996
- Myrmekioderma rea (de Laubenfels, 1934)
- Myrmekioderma spelaeum (Pulitzer-Finali, 1983)
- Myrmekioderma tuberculatum (Keller, 1891)